# Abraham (nombre)
Abraham —o su forma hispana Abrahán— es un nombre propio masculino de origen hebreo en su variante en español. Según la tradición judía, Abraham es uno de los patriarcas del pueblo de Israel. Se discute si se trata de un personaje histórico con añadidos legendarios en la narración de su vida o si es completamente mítico.

## Etimología
Según el Tanaj (Antiguo Testamento), el nombre significa 'padre de multitudes', sin embargo el nombre se divide en ab 'padre', y ram 'alto, excelso'. En el relato del Génesis, Yahveh le otorgó a un hombre llamado Abram, o Abrán, el nombre de Abraham, 'padre de una multitud de gentes', derivado de ab-hamón. La semejanza puramente externa entre raham y hamón demuestra que el propósito del autor del Génesis no era dar una etimología, sino producir en el lector una determinada asociación de ideas.

## Santoral
9 de octubre: Abraham, patriarca de Israel.

## Variantes
- Femenino: No tiene femeninos
- Abram (bíblico)
- Abiram (bíblico)[3]
- Abrahán

### Variantes en otros idiomas
| Variantes en otras lenguas | Variantes en otras lenguas                     |
| -------------------------- | ---------------------------------------------- |
| Español                    | Abraham, Abrahán                               |
| Catalán                    | Abraham                                        |
| Euskera                    | Abarran                                        |
| Gallego                    | Abraham, Abraam                                |
| Asturiano                  | Abrahán                                        |
| Albanés                    | Abraham, Abraam, Abram, Avraham, Avraam, Avram |
| Alemán                     | Abraham                                        |
| Árabe                      | ابراهيم (Ibrāhīm)                              |
| Armenio                    | Աբրահամ (Abraham)                              |
| Búlgaro                    | Аврам (Avram)                                  |
| Checo                      | Abrahám                                        |
| Chino                      | 亚伯拉罕 (Yàbólāhǎn)                           |
| Coreano                    | 아브라함 (Abeulaham)                           |
| Danés                      | Abraham                                        |
| Esperanto                  | Abrahamo                                       |
| Estonio                    | Aabraham                                       |
| Finlandés                  | Abraham                                        |
| Francés                    | Abraham                                        |
| Georgiano                  | აბრაამი (Abraami)                              |
| Griego                     | Αβραάμ (Abraam)                                |
| Hebreo                     | אַבְרָהָם (Avraham)                                |
| Húngaro                    | Ábrahám                                        |
| Inglés                     | Abraham                                        |
| Islandés                   | Abraham                                        |
| Italiano                   | Abramo                                         |
| Japonés                    | アブラハム (Aburahamu)                         |
| Latín                      | Abraham                                        |
| Letón                      | Ābrams                                         |
| Lituano                    | Abraomas                                       |
| Neerlandés                 | Abraham                                        |
| Noruego                    | Abraham                                        |
| Polaco                     | Abraham                                        |
| Portugués                  | Abraão, Abrahão                                |
| Rumano                     | Avraam                                         |
| Ruso                       | Авраам (Avraam)                                |
| Samogitiano                | Abrauoms                                       |
| Sardo                      | Abràmu                                         |
| Serbio                     | Аврам (Avram)                                  |
| Siciliano                  | Abbramu                                        |
| Sueco                      | Abraham                                        |
| Turco                      | İbrahim                                        |